# Donald O. Clifton
Donald O. Clifton (Butte, 5 de fevereiro de 1924 - Lincoln, 14 de setembro de 2003) foi um psicólogo, educador, escritor, pesquisador e empresário estadunidense. 

## Biografia
Donald O. Clifton nasceu em Butte (Nebraska), em 1924.
Fundou a Selection Research, Inc., que mais tarde adquiriu a Gallup Inc., onde se tornou presidente, e desenvolveu a CliftonStrengths, avaliação psicológica online da Gallup. Clifton foi reconhecido com uma comenda presidencial da Associação Americana de Psicologia como "o pai da psicologia baseada em pontos fortes e o avô da psicologia positiva". 
Ele se juntou as Forças Aéreas do Exército dos Estados Unidos durante a Segunda Guerra Mundial, onde ele ganhou a condecoração Cruz de Voo Distinto.
Donald O. Clifton escreveu em parceria com seu neto Tom Rath um livro intitulado How Full Is Your Bucket? (O Seu Balde Está Cheio?) sobre como é possível ter sucesso tanto profissional como pessoal apenas sabendo elogiar os pontos fortes das pessoas. O livro esteve em primeiro lugar na lista do New York Times.

### Morte
Ele morreu de câncer em Lincoln (Nebraska) em 14 de setembro de 2003.

## Obras
- Soar with Your Strengths (com Paula Nelson) ISBN 0-385-30414-5 (1992)
- Now, Discover Your Strengths (com Marcus Buckingham) ISBN 0-7432-0114-0 (2001)
- How Full Is Your Bucket? Positive Strategies for Work and Life (com Tom Rath) ISBN 1595620036 (2004) no Brasil: Seu Balde Está Cheio? (Sextante, 2005) em Portugal: O Seu Balde Está Cheio? (Sabedoria Alternativa Edições, 2016)
- StrengthsQuest (com Edward "Chip" Anderson e Laurie A. Schreiner) ISBN 978-1595620118 (2016)